# Aníbal Coronado
Aníbal Coronado (Cumaná, Sucre) es un militar y político venezolano, actual ministro del Despacho de la Presidencia en el gobierno de Nicolás Maduro.

## Biografía

### Carrera militar
Fue contralmirante. Entre 2016 y 2021 fue Guardia de Honor Presidencial de Nicolás Maduro, siendo edecán suyo.

### Carrera política
En enero de 2022 Coronado fue nombrado viceministro de Seguimiento e Inspección de la Gestión de Gobierno.

#### Jefe del Territorio Insular
El 6 de enero de 2023, Anibal Coronado fue designado Jefe de Gobierno del Territorio Insular, donde estaría a cargo de la conservación y desarrollo sustentable de los archipiélagos de Los Roques, La Orchila y Las Aves. También lo nombraron Autoridad Única de la Zona Económica Isla La Tortuga.

#### Ministro del Despacho de la Presidencia
En 2024 fue nombrado por Nicolás Maduro ministro del Despacho de la Presidencia, sustituyendo a Jorge Elieser Márquez.